# Paracytaeis
Paracytaeis is een geslacht van neteldieren uit de  familie van de Cytaeididae.

## Soort
- Paracytaeis octona Bouillon, 1978